# Wybory uzupełniające do Sejmu Republiki Litewskiej w 2009 roku
Wybory uzupełniające do Sejmu Republiki Litewskiej w 2009 roku – głosowanie w dniu 15 listopada 2009 mające na celu wybór dwóch posłów do Sejmu Republiki Litewskiej na miejsce Waldemara Tomaszewskiego i Zigmantasa Balčytisa. 

## Historia
W wyniku wyborów europejskich z czerwca 2009 mandat posła do Parlamentu Europejskiego uzyskało dwóch parlamentarzystów wybranych w 2008 w okręgach jednomandatowych: Waldemar Tomaszewski (okręg Wilno–Soleczniki) i Zigmantas Balčytis (okręg Szyłele–Szyłokarczma). W takiej sytuacji (inaczej niż w przypadku utraty mandatu przez posła wybranego z listy krajowej) ordynacja litewska przewiduje wybory uzupełniające. Odbyły się one 15 listopada 2009. W wyniku wyborów mandat uzyskał Leonard Talmont. 29 listopada 2009 odbyła się druga tura wyborów w okręgu Szyłele–Szyłokarczma, w wyniku której posłem wybrany został Remigijus Žemaitaitis. 

## Kandydaci

### Okręg Szyłele–Szyłokarczma
- Jonas Gudauskas ((Związek Ojczyzny)
- Darius Kasperaitis (Partia Ludowa Litewska Droga)
- Algimantas Matulevičius (Partia Demokracji Obywatelskiej))
- Jonas Purlys (Ruch Liberalny Republiki Litewskiej)
- Osvaldas Šarmavičius (Litewska Partia Socjaldemokratyczna)
- Raimundas Vaitkiekus (Związek Liberałów i Centrum)
- Daiva Vaitkevičiutė-Rekašienė (Nowy Związek (Socjalliberałowie))
- Laima Zemeckienė (Partia Pracy)
- Remigijus Žemaitaitis (Porządek i Sprawiedliwość)

### Okręg Wilno–Soleczniki
- Lilijana Astra (Partia Ludowa Litewska Droga)
- Alina Gorevaja (Partia Pracy)
- Renatas Saladžius (Ruch Liberalny Republiki Litewskiej)
- Darius Skusevičius (Litewska Partia Socjaldemokratyczna)
- Česlava Stanul (Nowy Związek (Socjalliberałowie))
- Janina Šimkuvienė (Porządek i Sprawiedliwość)
- Leonard Talmont (Akcja Wyborcza Polaków na Litwie)
- Vidmantas Žilius (Związek Ojczyzny)